# Araçá Azul
Araçá Azul es un álbum de Caetano Veloso, editado y lanzado en 1973 por Polygram. Tiene contenido experimental, y por eso el álbum tuvo un gran número de devoluciones y fue retirado del catálogo y fue relanzado en 1987. 

## Historia
Tras un exilio de 2 años en Londres, Veloso fue a São Paulo a grabar Araçá Azul en el estudio Eldorado, el único estudio equipado con tecnología de 8 canales en ese momento. Según Veloso, él lo grabó solo, con la única ayuda de un técnico d esonido y de su asistente, todo bajo el permiso de André Midani, presidente de PolyGram.

## Temas[2]
1. "Viola, meu bem" (canta Dona Edith do Prato-anônimo) – 0:49
2. "De conversa/Cravo e canela" (Caetano Veloso / Milton Nascimento / Ronaldo Bastos) – 5:41
3. "Tu me acostumbraste" (Frank Domínguez) – 2:55
4. "Gilberto misterioso" (Caetano Veloso / Souzândrade) – 4:48
5. "De palavra em palavra" (Caetano Veloso) – 1:28
6. "De cara/Eu quero essa mulher" (Caetano Veloso / Monsueto Menezes / Lanny / José Batista) – 4:13
7. "Sugar Cane Fields Forever" (participación de Dona Edith do Prato) (Caetano Veloso / Souzândrade) – 10:15
8. "Júlia/Moreno" (Caetano Veloso) – 3:18 suyhujj yts7audj-0m
9. "Épico" (Caetano Veloso) – 4:06
10. "Araçá Blue" (Caetano Veloso) – 1:20